# Live at the Open Gate
Live at the Open Gate ist ein Jazzalbum von Bobby Bradford, Hafez Modirzadeh, Mark Dresser und Alex Cline. Die am 3. März 2013 im Center for the Arts, Los Angeles, im Rahmen der Sonntagabend-Konzertreihe des Open Gate Theatre entstandenen Aufnahmen erschienen im Juni 2016 auf NoBusiness Records.

## Hintergrund
Die Vorliebe des Kornettisten Bobby Bradford für den musikalischen Dialog in der Form des Gebens und Nehmens mit einem anderen Bläser sei bei diesem Live-Konzert 2013 im Center for the Arts in Los Angeles deutlich zu erkennen, notierte John Sharpe. Und im Altsaxophonisten Hafez Modirzadeh, Professor für kreative Musik/Weltmusik an der San Francisco State University, habe er einen adäquaten Kontrahenten gefunden. Der Bassist Mark Dresser und der Schlagzeuger Alex Cline vervollständigen das Quartett in einem Programm aus acht Stücken, von denen sechs einzelne Bandmitglieder einbrachten, während zwei spontane Kreationen waren.

## Titelliste
- Bobby Bradford/Hafez Modirzadeh/Mark Dresser/Alex Cline: Live at the Open Gate (NoBusiness Records NBLP 96)[2]

1. Steadfast (Cline) 6:00
2. Facet 5 (Modirzadeh) 6:06
3. Facet 17 (Modirzadeh) 4:57
4. Dresser Only (Dresser) 3:47
5. For Bradford (Dresser) 7:44
6. HA^BB (Bradford, Modirzadeh) 2:19
7. Song for the Unsung (Bradford) 5:58
8. Reprise (Cline, Bradford) 3:18

## Rezeption
Auffallend sei der melodische Charakter der Improvisationen und spontanen Harmonien und Einwürfe, schrieb John Sharpe in All About Jazz. Das sei etwa in der Kollektivimprovisation „Reprise“ zu hören, das die unbegleiteten Bläser in einem weiteren Downbeat-Wechsel wiederfinde. Hervorhebenswert sei Clines Eröffnungsstück „Steadfast“; es zeichne sich durch einen schön gespielten, trägen Bass aus, der einen ausgedehnten Puls einleitet, der einen weiteren, locker ausgedrückten Gleichklang fördere. Einige der Stücke scheinen Ausschnitte aus einer längeren Aufführung zu sein, behielten aber dennoch genügend Kohärenz, so dass es sich durchaus lohne, sie genauer unter die Lupe zu nehmen.
„Live at the Open Gate“ präsentiere Bradford in Südkalifornien in einem hochdynamischen Westküstenquartett, das durch das Programm mit acht neuen Kompositionen stürmte, schrieb Cisco Bradley in Jazz Right NOW. Modirzadeh sei auch Musikethnologe und Theoretiker, aber sein bitteres und trockenes, vokal anmutendes Altsaxophonspiel würden zweifellos an Ornette Coleman (mit dem er 2009 auftrat), Byron Allen und Sonny Simmons erinnern und in bluesige Kavalkaden im Zusammenspiel mit Bradfords rustikalem Spiel münden. Eine mürrisch anmutende Leidenschaft durchdringe die Hymne mit dem treffenden Titel „Song for the Unsung“, und tatsächlich würden Bradford und Modirzadeh gekonnt „den polierten Schrei einer gelebten Musik“ präsentierten.